# 2001-es Formula–1 belga nagydíj
A 2001-es Formula–1 világbajnokság tizennegyedik futama a belga nagydíj volt.

## Futam
|    | Rsz. | Versenyző             | Csapat           | Körök | Idő/Kiesések | Start | Pontok |
| -- | ---- | --------------------- | ---------------- | ----- | ------------ | ----- | ------ |
| 1  | 1    | Michael Schumacher    | Ferrari          | 36    | 1:08:05.002  | 3     | 10     |
| 2  | 4    | David Coulthard       | McLaren-Mercedes | 36    | +10.098      | 9     | 6      |
| 3  | 7    | Giancarlo Fisichella  | Benetton-Renault | 36    | +27.742      | 8     | 4      |
| 4  | 3    | Mika Häkkinen         | McLaren-Mercedes | 36    | +36.087      | 7     | 3      |
| 5  | 2    | Rubens Barrichello    | Ferrari          | 36    | +54.521      | 5     | 2      |
| 6  | 12   | Jean Alesi            | Jordan-Honda     | 36    | +59.684      | 13    | 1      |
| 7  | 5    | Ralf Schumacher       | Williams-BMW     | 36    | +59.986      | 2     |        |
| 8  | 10   | Jacques Villeneuve    | BAR-Honda        | 36    | +1:04.970    | 6     |        |
| 9  | 22   | Heinz-Harald Frentzen | Prost-Acer       | 35    | +1 Kör       | 4     |        |
| 10 | 14   | Jos Verstappen        | Arrows-Asiatech  | 35    | +1 Kör       | 19    |        |
| 11 | 9    | Olivier Panis         | BAR-Honda        | 35    | +1 Kör       | 11    |        |
| 12 | 15   | Enrique Bernoldi      | Arrows-Asiatech  | 35    | +1 Kör       | 21    |        |
| 13 | 20   | Tarso Marques         | Minardi-European | 32    | +4 Kör       | 22    |        |
| Ki | 11   | Jarno Trulli          | Jordan-Honda     | 31    | Motor        | 16    |        |
| Ki | 8    | Jenson Button         | Benetton-Renault | 17    | Kicsúszás    | 15    |        |
| Ki | 6    | Juan Pablo Montoya    | Williams-BMW     | 1     | Motor        | 1     |        |
| Ki | 19   | Pedro de la Rosa      | Jaguar-Cosworth  | 1     | Ütközés      | 10    |        |
| Ki | 16   | Nick Heidfeld         | Sauber-Petronas  | 0     | Ütközés      | 14    |        |
| NI | 17   | Kimi Räikkönen        | Sauber-Petronas  | 0     | Erőátvitel   | 12    |        |
| NI | 18   | Eddie Irvine          | Jaguar-Cosworth  | 0     | Ütközés      | 17    |        |
| NI | 23   | Luciano Burti         | Prost-Acer       | 0     | Ütközés      | 18    |        |
| NI | 21   | Fernando Alonso       | Minardi-European | 0     | Váltó        | 20    |        |

## A világbajnokság élmezőnyének állása a verseny után
| H  | Versenyzők         | Pont | H  | Konstruktőrök    | Pont |
| -- | ------------------ | ---- | -- | ---------------- | ---- |
| 1. | Michael Schumacher | 104  | 1. | Ferrari          | 152  |
| 2. | David Coulthard    | 57   | 2. | McLaren-Mercedes | 81   |
| 3. | Rubens Barrichello | 48   | 3. | Williams-BMW     | 59   |
| 4. | Ralf Schumacher    | 44   | 4. | Sauber-Petronas  | 20   |
| 5. | Mika Häkkinen      | 24   | 5. | BAR-Honda        | 16   |

## Statisztikák
Vezető helyen:
- Michael Schumacher: 36 (1-36)

Michael Schumacher 52. (R) győzelme, 44. leggyorsabb köre, Juan Pablo Montoya 2. pole-pozíciója.
- Ferrari 143. győzelme.

Tarso Marques utolsó versenye.
Luciano Burti ezen a viadalon súlyos sérülést szenvedett, és végül ez lett az utolsó futam, melyen rajthoz állt.